# San Pedro Mixtepec -Distrito 26-
San Pedro Mixtepec es una localidad del estado mexicano de Oaxaca. Es cabecera del San Pedro Mixtepec.

## Etimología
San Pedro Mixtepec -Dto. 26-
Mixtepec significa en lengua náhuatl "En el cerro de las nubes", o "En el cerro nebuloso"; se compone de mixtli "nube", de tepetl "cerro" y de c "en".
Este pueblo estuvo formado en un lugar llamado Quieveo que quiere decir "Piedra de luna".

## Historia
- 1526: Se tiene conocimiento que en este año fue trasladado el pueblo al lugar en que hoy se encuentra, sus títulos le fueron expedidos en el mismo año.
- 1527: Un grupo de religiosos inició la construcción de la iglesia.
- 1825: San Pedro Mixtepec pertenece al partido de Miahuatlán.
- 1826: San Pedro Mixtepec pertenece al partido de Miahuatlán.
- 1831: San Pedro Mixtepec se separa del departamento de Tehuantepec para agregarse al de Ejutla.
- 1844: San Pedro Mixtepec es poblado de la parroquia de Mixtepec, fracción de Ejutla, distrito de Ejutla.
- 1848: San Pedro Mixtepec se agrega al partido de Miahuatlán.
- 1858: San Pedro Mixtepec pertenece al distrito de Miahuatlán.
- 1891: San Pedro Mixtepec es ayuntamiento del distrito de Miahuatlán.
- 1964: Se construyó el depósito de agua para beneficio de la población.
- 1967: Se inició la educación, con maestros de la federación, en ese mismo año se inició con primaria completa.
- 1978: Se construyó la casa de salud a base de tequio de los ciudadanos de la comunidad.
- 1982: Se estableció el sistema eléctrico en la población.
- 1985: Se construyó la segunda planta de la escuela secundaria con el esfuerzo del gobierno federal y municipal, así como con el esfuerzo de los ciudadanos de la población.
- 2000: Se introdujo la línea eléctrica en la población.

## Demografía
| Censo | Población |
| ----- | --------- |
| 1900  | 848       |
| 1910  | 947       |
| 1921  | 1036      |
| 1930  | 1052      |
| 1940  | 999       |
| 1950  | 1194      |
| 1960  | 1270      |
| 1970  | 1295      |
| 1980  | 1412      |
| 1990  | 1369      |
| 1995  | 1227      |
| 2000  | 1224      |
| 2005  | 1066      |
| 2010  | 1087      |
| 2020  | 968       |